# Bruno Mochi
Bruno Mochi (Piombino, 1923 – Piombino, 18 luglio 2003) è stato un allenatore di calcio italiano.

## Carriera

### Giocatore
Nella stagione 1945-1946 ha giocato nel Piombino, che a fine campionato l'ha inserito in lista di trasferimento.

### Allenatore
Ha iniziato ad allenare nello Scoiattolo, una squadra di solo settore giovanile a Piombino, mantenendo nel frattempo anche il lavoro di funzionario dell'ufficio ECA (Ente Comunale di Assistenza) del comune toscano. Successivamente ha allenato nelle giovanili del Piombino, dove nella stagione 1951-1952 ha lavorato come vice di Fioravante Baldi nella prima squadra neroazzurra, impegnata nel campionato di Serie B; nelle ultime due giornate di campionato dopo l'esonero di Baldi è stato momentaneamente promosso al ruolo di allenatore, salvo poi lavorare come vice sempre in Serie B fino al termine della stagione 1953-1954, chiusa con la retrocessione in Serie C. Nella stagione 1954-1955 Mochi ha nuovamente allenato la prima squadra neroazzurra, ottenendo un 7º posto in classifica in Serie C; l'anno seguente invece la squadra è retrocessa. Ha poi lavorato come vice per numerosi anni, tra Serie C, IV Serie, Serie D e, per una stagione, Prima Categoria.

## Palmarès

### Vice allenatore

#### Competizioni nazionali
- Serie C: 1

Piombino: 1950-1951

#### Competizioni regionali
- Prima Categoria: 1

Piombino: 1962-1963